# Sebatik
 (juillet 2023).
Si vous disposez d'ouvrages ou d'articles de référence ou si vous connaissez des sites web de qualité traitant du thème abordé ici, merci de compléter l'article en donnant les références utiles à sa vérifiabilité et en les liant à la section « Notes et références ».

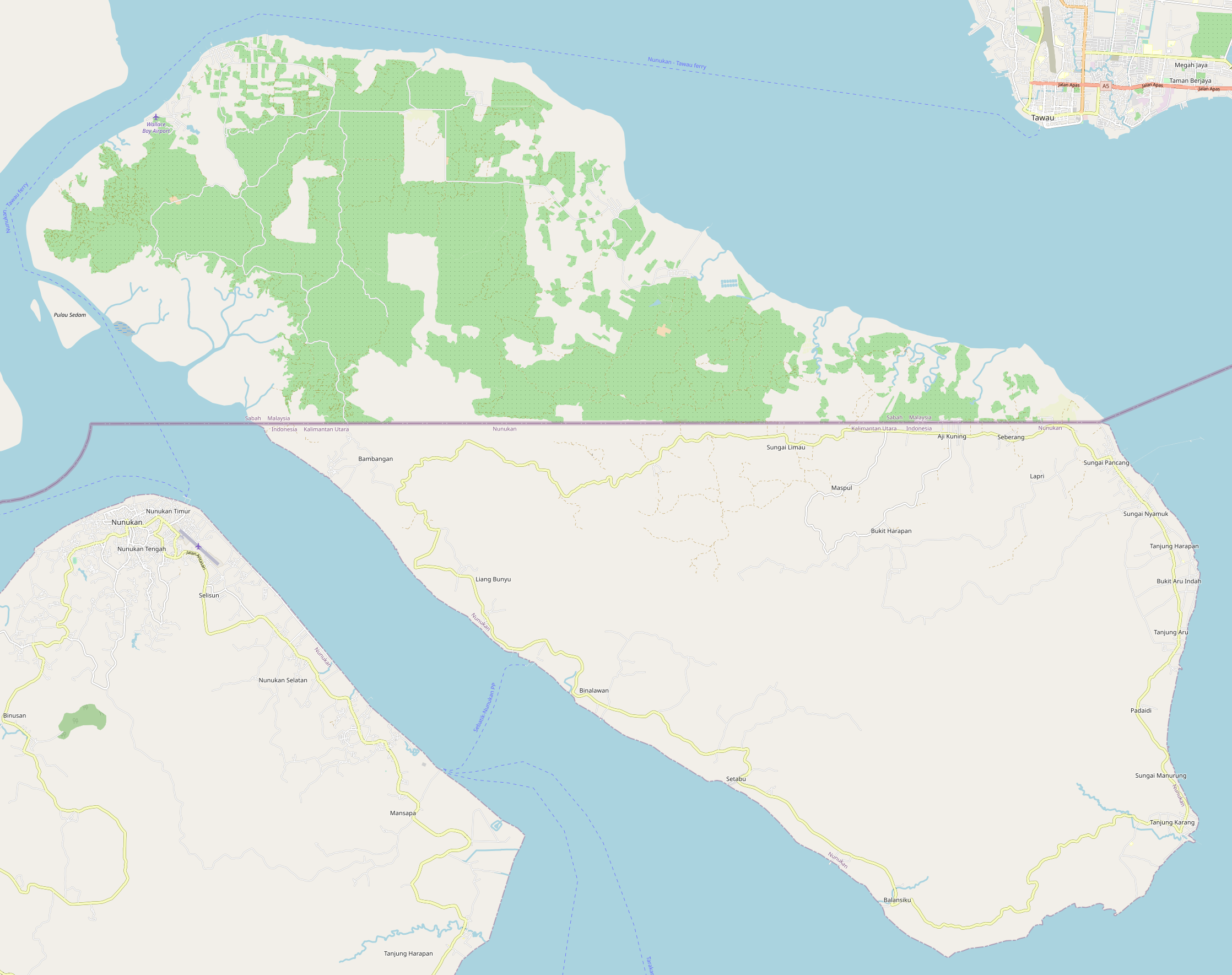
La frontière entre l'Indonésie et la Malaisie traverse Sebatik

Sebatik est une île de la mer de Célèbes située au large de la côte orientale de Bornéo, dans la baie de Sebuku, juste au sud de la ville malaisienne de Tawau. Elle est séparée du continent par un chenal large en moyenne d'un kilomètre
L'île est divisée entre la Malaisie au nord (État de Sabah) et l'Indonésie au sud (province de Kalimantan oriental). La frontière entre l'Indonésie et la Malaisie la traverse en ligne droite à 4° 10' de latitude Nord.
En 1965, Sebatik fut le théâtre de quelques combats lors de la « confrontation Indonésie-Malaisie ».